# Herdenkingsmonument '50 jaar vrijheid' (IJsselstein)

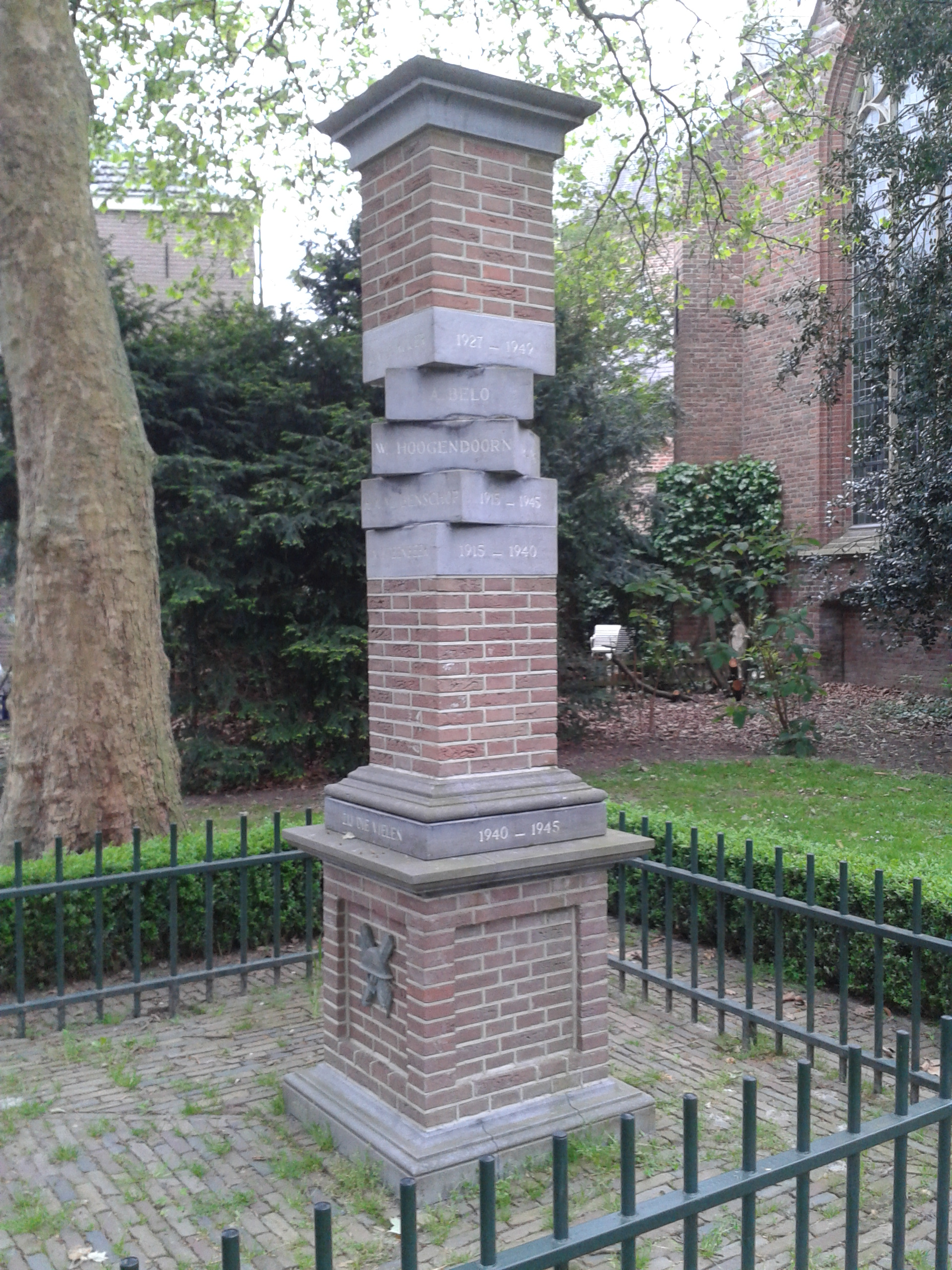
Het monument '50 jaar vrijheid'

Het Herdenkingsmonument '50 jaar vrijheid' is een Nederlands oorlogsmonument in IJsselstein ter herinnering aan de Tweede Wereldoorlog.

## Oprichting
Op 27 april 1995 werd het monument ‘50 jaar vrijheid’ door burgemeester Th.E.M. de Wijte en Generaal-Majoor De Vos onthuld voor publiek in het bijzijn van ongeveer 150 verzetsmensen en veteranen die in IJsselstein woonden of gewoond hadden. De bouw van het nieuwe monument is niet alleen ter gedachte aan 50 jaar vrijheid, maar ook in antwoord op het verval van eerdere monumenten in deze stad. Één hiervan stond in een  buurt met veel jonge gezinnen, waar vaak kinderen speelden. Dit werd niet gepast geacht voor de ernst van het monument. Van een ander, op hetzelfde veld als het huidige, werd in 1994 slechts een week voor de herdenking de plaquette gestolen. Het huidige monument is ontworpen door Jósa Tóth, die in 1957 uit Hongarije naar Nederland vluchtte en persoonlijk bezetting heeft ervaren.

## Vorm en plaatsing
Het monument is drie meter hoog, een meter breed en een meter lang. Het staat op een klein pleintje achter de Nieuw Hervormde Sint-Nicolaaskerk. Ernaast staat een vlaggenmast, die gebruikt wordt tijdens herdenkingen. Het pad van de weg naar het monument raakt aan de Wilhelminaboom, waar het onder staat. De plaatsing aan de rand van de oude binnenstad garandeert bereikbaarheid en rust voor bezoekers.
Het monument zelf is een zuil van bakstenen, net als de kerk ernaast. De zuil staat symbool voor de beschaving. Hier in liggen vijf natuurstenen tegels, die de zuil uit balans dreigen te brengen. Deze tegels staan symbool voor de vijf oorlogsjaren in Nederland. Op de tegels staan de namen van zes jongemannen uit IJsselstein, die hun leven hebben verloren aan de tweede wereldoorlog en de Indonesische Onafhankelijkheidsoorlog, die erop volgde. De inscriptie leest:
J.A. DE KUIJER 1927 – 1949
 A. BELO 1927 – 1947
 W. HOOGENDOORN 1912 – 1945
 H.A.M. BENSCHOP 1915 – 1945
 N. STEENBEEK 1915 – 1940
  M. VOLWERK 1922-1947
Verder is op de basis van de zuil een bronzen plaat te vinden in de vorm van een zwaard, en palmtak en een helm. Deze symboliseren orde en vrede. Het zwaard staat voor vrede door de verdediging van Nederland. De palmtak staat ook voor vrede en rust, in de ordelijke zin. De helm symboliseert de mensen die deze vrede bewaren, onder wie de gevallenen aan wie dit monument gewijd is.

## Herdenking
Sinds de opening wordt ieder jaar de dodenherdenking op 4 mei bij dit monument gehouden. Hierbij wordt de vlag halfstok gehangen en respect getoond voor de gevallenen uit de stad. Met zachte muziek op de achtergrond worden door onder andere plaatselijke veteranen, gemeenteraadsleden, basisscholen en de scoutingvereniging kransen aangeboden aan het monument.
De rest van het jaar is het hek om het monument heen gesloten, om het te beschermen. Ook wordt het beschermd en herinnerd door de basisscholen van IJsselstein, die sinds 1987 meedoen aan het project ‘adopteer een monument’. Via deze organisatie hebben zij dit monument geadopteerd en zijn ze aanwezig bij herdenkingen. Daarnaast leren zij hun leerlingen over de geschiedenis waar het monument aan gewijd is.